# TNA Knockouts World Tag Team Championship
Die TNA Knockouts World Tag Team Championship ist ein Frauen Tag Team Wrestling-World-Titel der US-amerikanischen Promotion Total Nonstop Action Wrestling (TNA). Wie im Wrestling allgemein üblich erfolgte die Vergabe nach einer zuvor bestimmten Storyline.

## Geschichte

### Erste Phase (2009 bis 2013)
Der Titel wurde am 20. August 2009 in einer Episode von Impact! eingeführt. Zur Krönung der ersten Championessen wurde ein vierwöchiges Turnier ausgetragen, das in drei Runden unterteilt war. Das Finale fand beim  Pay-per-View No Surrender statt. Sarita und Taylor Wilde gewannen den Titel als erstes Tag Team.

|  | Viertelfinale (TNA Impact!) | Viertelfinale (TNA Impact!)                         | Viertelfinale (TNA Impact!)                         |                                                     |      | Halbfinale (TNA Impact!) | Halbfinale (TNA Impact!) | Halbfinale (TNA Impact!) |  |  | Finale (No Surrender) | Finale (No Surrender) | Finale (No Surrender) |
|  |                             |                                                     |                                                     |                                                     |      |                          |                          |                          |  |  |                       |                       |                       |
|  |                             | Awesome Kong und Raisha Saeed                       | Pin                                                 |                                                     |      |                          |                          |                          |  |  |                       |                       |                       |
|  |                             | The Main Event Mafia (Sharmell und Traci Brooks)    | 03:00                                               |                                                     |      |                          |                          |                          |  |  |                       |                       |                       |
|  |                             | The Main Event Mafia (Sharmell und Traci Brooks)    | 03:00                                               | Awesome Kong und Raisha Saeed                       | 3:00 |                          |                          |                          |  |  |                       |                       |                       |
|  |                             |                                                     |                                                     | Awesome Kong und Raisha Saeed                       | 3:00 |                          |                          |                          |  |  |                       |                       |                       |
|  |                             |                                                     | Sarita und Taylor Wilde                             | Pin                                                 |      |                          |                          |                          |  |  |                       |                       |                       |
|  |                             | Sarita und Taylor Wilde                             | Sarita und Taylor Wilde                             | Pin                                                 | Pin  |                          |                          |                          |  |  |                       |                       |                       |
|  |                             |                                                     |                                                     |                                                     | Pin  |                          |                          |                          |  |  |                       |                       |                       |
|  |                             | Alissa Flash und Daffney                            | 5:00                                                |                                                     |      |                          |                          |                          |  |  |                       |                       |                       |
|  |                             | Alissa Flash und Daffney                            | 5:00                                                | Sarita und Taylor Wilde                             | Pin  |                          |                          |                          |  |  |                       |                       |                       |
|  |                             |                                                     |                                                     |                                                     | Pin  |                          |                          |                          |  |  |                       |                       |                       |
|  |                             |                                                     | The Beautiful People (Angelina Love und Velvet Sky) | 5:00                                                |      |                          |                          |                          |  |  |                       |                       |                       |
|  |                             | The Beautiful People (Angelina Love und Velvet Sky) | The Beautiful People (Angelina Love und Velvet Sky) | 5:00                                                | Pin  |                          |                          |                          |  |  |                       |                       |                       |
|  |                             |                                                     |                                                     |                                                     | Pin  |                          |                          |                          |  |  |                       |                       |                       |
|  |                             | Madison Rayne und Roxxi                             | 3:00                                                |                                                     |      |                          |                          |                          |  |  |                       |                       |                       |
|  |                             | Madison Rayne und Roxxi                             | 3:00                                                | The Beautiful People (Angelina Love und Velvet Sky) | Pin  |                          |                          |                          |  |  |                       |                       |                       |
|  |                             |                                                     |                                                     | The Beautiful People (Angelina Love und Velvet Sky) | Pin  |                          |                          |                          |  |  |                       |                       |                       |
|  |                             |                                                     | Christy Hemme und Tara                              | 4:00                                                |      |                          |                          |                          |  |  |                       |                       |                       |
|  |                             | Hamada und Sojounor Bolt                            | Christy Hemme und Tara                              | 4:00                                                | 7:25 |                          |                          |                          |  |  |                       |                       |                       |
|  |                             |                                                     |                                                     |                                                     | 7:25 |                          |                          |                          |  |  |                       |                       |                       |
|  |                             | Christy Hemme und Tara                              | Pin                                                 |                                                     |      |                          |                          |                          |  |  |                       |                       |                       |

Nach dem Titelgewinn von Eric Young und ODB im Februar 2012 wurde der Titel in dessen Regentschaft nur zweimal verteidigt. Nach der Aberkennung am 20. Juni 2013 wurde die TNA Knockouts Tag Team Championship von der Liste aktiver Titel von TNA entfernt und eingestellt. Der Grund lag zum einen in der fehlenden Anzahl weiblicher Wrestler, zum anderen auch daran, dass zu jener Zeit zu viele verschiedene Konzepte, Titel und Turniere bei Impact aktiv waren.

### 2. Phase (seit 2020)
Am 24. Oktober 2020 gab Madison Rayne bei Bound for Glory bekannt, dass man die Impact Knockouts Tag Team Championship raaktivieren, bzw. zurückbringen wird. Die neuen Titelträgerinnen wurden in einem Turnier ermittelt. Beim PPV Hard to Kill gewannen Kiera Hogan und Tasha Steelz am 16. Januar 2021 das Turnier, um den wieder eingeführten Titel zu gewinnen. Seitdem ist der Titel wieder Teil der TV-Shows.
|  | Viertelfinale (Impact!) | Viertelfinale (Impact!)                     | Viertelfinale (Impact!)                     |                                             |      | Halbfinale (Impact!) | Halbfinale (Impact!) | Halbfinale (Impact!) |  |  | Finale (Hard to Kill) | Finale (Hard to Kill) | Finale (Hard to Kill) |
|  |                         |                                             |                                             |                                             |      |                      |                      |                      |  |  |                       |                       |                       |
|  |                         | Tenille Dashwood and Alisha                 | 6:21                                        |                                             |      |                      |                      |                      |  |  |                       |                       |                       |
|  |                         | Havok und Nevaeh                            | Pin                                         |                                             |      |                      |                      |                      |  |  |                       |                       |                       |
|  |                         | Havok und Nevaeh                            | Pin                                         | Havok und Nevaeh                            | Pin  |                      |                      |                      |  |  |                       |                       |                       |
|  |                         |                                             |                                             | Havok und Nevaeh                            | Pin  |                      |                      |                      |  |  |                       |                       |                       |
|  |                         |                                             | Jazz und Jordynne Grace                     | 8:48                                        |      |                      |                      |                      |  |  |                       |                       |                       |
|  |                         | Killer Kelly und Renee Michelle             | Jazz und Jordynne Grace                     | 8:48                                        | 8:54 |                      |                      |                      |  |  |                       |                       |                       |
|  |                         |                                             |                                             |                                             | 8:54 |                      |                      |                      |  |  |                       |                       |                       |
|  |                         | Jazz und Jordynne Grace                     | Pin                                         |                                             |      |                      |                      |                      |  |  |                       |                       |                       |
|  |                         | Jazz und Jordynne Grace                     | Pin                                         | Havok und Nevaeh                            | 9:40 |                      |                      |                      |  |  |                       |                       |                       |
|  |                         |                                             |                                             |                                             | 9:40 |                      |                      |                      |  |  |                       |                       |                       |
|  |                         |                                             | Fire N Flava (Kiera Hogan und Tasha Steelz) | Pin                                         |      |                      |                      |                      |  |  |                       |                       |                       |
|  |                         | Fire N Flava (Kiera Hogan und Tasha Steelz) | Fire N Flava (Kiera Hogan und Tasha Steelz) | Pin                                         | Pin  |                      |                      |                      |  |  |                       |                       |                       |
|  |                         |                                             |                                             |                                             | Pin  |                      |                      |                      |  |  |                       |                       |                       |
|  |                         | Team Sea Stars (Ashley Vox und Delmie Exo)  | 7:10                                        |                                             |      |                      |                      |                      |  |  |                       |                       |                       |
|  |                         | Team Sea Stars (Ashley Vox und Delmie Exo)  | 7:10                                        | Fire N Flava (Kiera Hogan und Tasha Steelz) | Pin  |                      |                      |                      |  |  |                       |                       |                       |
|  |                         |                                             |                                             | Fire N Flava (Kiera Hogan und Tasha Steelz) | Pin  |                      |                      |                      |  |  |                       |                       |                       |
|  |                         |                                             | Taya Valkyrie und Rosemary                  | 7:58                                        |      |                      |                      |                      |  |  |                       |                       |                       |
|  |                         | Deonna Purrazzo und Kimber Lee              | Taya Valkyrie und Rosemary                  | 7:58                                        | 6:59 |                      |                      |                      |  |  |                       |                       |                       |
|  |                         |                                             |                                             |                                             | 6:59 |                      |                      |                      |  |  |                       |                       |                       |
|  |                         | Taya Valkyrie und Rosemary                  | Pin                                         |                                             |      |                      |                      |                      |  |  |                       |                       |                       |

Während der Regentschaft von Inspiration wurde der Titel zum Impact Knockouts World Tag Team Championship umbenannt.

## Liste der Titelträgerinnen
| #  | Titelträger                                                          | Nr.       | Tage | Datum des Titelgewinns | Ort                      | Veranstaltung            | Bemerkung |
| -- | -------------------------------------------------------------------- | --------- | ---- | ---------------------- | ------------------------ | ------------------------ | --- |
| 1  | Sarita und Taylor Wilde                                              | 1         | 106  | 20. September 2009     | Orlando, FL              | No Surrender             | Sarita und Taylor Wilde besiegten The Beautiful People (Madison Rayne und Velvet Sky) im Finale eines Acht-Team Turniers. |
| 2  | Awesome Kong und Hamada                                              | 1         | 63   | 4. Januar 2010         | Orlando, FL              | TNA Impact!              | |
| –  | Titel vakant                                                         | –         | –    | 8. März 2010           | Orlando, FL              | TNA Impact!              | Kong verließ TNA Wrestling. Der Titel wurde 30 Tage lang nicht verteidigt und wurde einbehalten. |
| 3  | The Beautiful People (Velvet Sky, Madison Rayne und Lacey Von Erich) | 1         | 141  | 8. März 2010           | Orlando, FL              | TNA Impact!              | Rayne und Sky besiegten die Teams Sarita und Taylor Wilde sowie Angelina Love und Tara in einem Three Way-Match bei TNA Impact. Laut TNA Website wurde Lacey Von Erich nach der Freebird Rule auch als Championesse anerkannt. |
| 4  | Hamada (2) und Taylor Wilde (2)                                      | 1         | 132  | 27. Juli 2010          | Orlando, FL              | TNA Impact!              | Diese Folge wurde am 5. August 2010 ausgestrahlt. |
| –  | Titel vakant                                                         | –         | –    | 6. Dezember 2010       | Orlando, FL              | –                        | Der Titel wurde aufgrund der Entlassung von Hamada für vakant erklärt. |
| 5  | Angelina Love und Winter                                             | 1         | 94   | 9. Dezember 2010       | Orlando, FL              | TNA Impact!              | Durften den Titel in einem Turnier gewinnen, die Finalgegner waren Tara und Madison Rayne. Die Folge wurde am 23. Dezember 2010 ausgestrahlt.                                                                                  |
| 6  | Mexican America (Sarita (2) und Rosita)                              | 1         | 121  | 13. März 2011          | Orlando, FL              | Victory Road             | |
| 7  | Brooke Tessmacher und Tara                                           | 1         | 106  | 12. Juli 2011          | Orlando, FL              | Impact Wrestling         | Diese Folge wurde am 21. Juli 2011 ausgestrahlt. |
| 8  | Gail Kim und Madison Rayne (2)                                       | 1         | 125  | 26. Oktober 2011       | Macon, GA                | Impact Wrestling         | Diese Folge wurde am 3. November 2011 ausgestrahlt. |
| 9  | Eric Young und ODB                                                   | 1         | 477  | 28. Februar 2012       | Orlando, FL              | Impact Wrestling         | Eric Young gewann als erster Mann den Titel. Diese Folge wurde am 8. März 2012 ausgestrahlt. |
| –  | Titel vakant                                                         | –         | –    | 20. Juni 2013          | Peoria, IL               | Impact Wrestling         | Von Brooke Hogan aberkannt, da Young als Mann den Titel nicht halten dürfe. Der Titel wurde anschließend am 27. Juni 2013 eingestellt. Am 24. Oktober 2020 wurde der Titel wieder zurückgeholt.                                |
| 10 | Fire N Flava (Kiera Hogan und Tasha Steelz)                          | 1         | 99   | 16. Januar 2021        | Nashville, TN            | Hard To Kill             | Besiegten Havok und Nevaeh im Turnierfinale, um den wiedereingeführten Titel zu gewinnen. |
| 11 | Jordynne Grace und Rachel Ellering                                   | 1         | 20   | 25. April 2021         | Nashville, TN            | Rebellion                | [ 7 ] |
| 12 | Fire N Flava (Kiera Hogan und Tasha Steelz)                          | 2         | 63   | 15. Mai 2021           | Nashville, TN            | Under Siege              | [ 8 ] |
| 13 | Decay (Havok und Rosemary)                                           | 1         | 98   | 17. Juli 2021          | Nashville, TN            | Slammiversary (Pre-Show) | [ 9 ] |
| 14 | The IInspiration (Jessie McKay und Cassie Lee)                       | 1         | 133  | 23. Oktober 2021       | Sunrise Manor, NV        | Bound for Glory          | Während ihrer Regentschaft wurde der Impact Knockouts Tag Team Championship zum Impact Knockouts World Tag Team Championship umbenannt.                                                                                        |
| 15 | The Influence (Madison Rayne (3) und Tenille Dashwood)               | 1         | 106  | 5. März 2022           | Louisville, KY           | Sacrifice                | [ 11 ] |
| 16 | Rosemary und Taya Valkyrie                                           | 1 (2,1)   | 54   | 19. Juni 2022          | Nashville, TN            | Slammiversary            | [ 12 ] |
| 17 | VXT (Chelsea Green und Deonna Purrazzo)                              | 1         | 56   | 12. August 2022        | Cicero, IL               | Emergence Pre-Show       | [ 13 ] |
| 18 | The Death Dollz (Jessicka, Rosemary und Taya Valkyrie)               | 2 (2,3,2) | 142  | 7. Oktober 2022        | Albany, NY               | Bound for Glory          | Jessicka war vorher als Havok bekannt. das Match gewannen Jessicka and Taya, Rosemary ist gemäß der Freebird Rule ebenfalls Champion.                                                                                          |
| 19 | The Coven (KiLynn King und Taylor Wilde)                             | 1 (1,3)   | 139  | 26. Februar 2023       | Sunrise Manor, NV        | Impact!                  | [ 14 ] |
| 20 | MK Ultra (Killer Kelly und Masha Slamovich)                          | 1         | 182  | 15. Juli 2023          | Windsor, Ontario, Kanada | Slammiversary            | [ 15 ] |
| 21 | Decay (Havok and Rosemary)                                           | 3 (3,4)   | 41   | 13. Januar 2024        | Paradise, NV             | Hard to Kill             | [ 16 ] |
| 22 | MK Ultra (Killer Kelly und Masha Slamovich)                          | 2         | 14   | 23. Februar 2024       | Westwego, LA             | No Surrender             | [ 17 ] |
| 23 | Spitfire (Dani Luna und Jody Threat)                                 | 1         | 56   | 8. März 2024           | Windsor, Ontario, Kanada | Sacrifice                | [ 18 ] |
| 24 | The Malisha (Alisha Edwards and Masha Slamovich)                     | 1 (1,3)   | 133  | 3. Mai 2024            | Albany, NY               | Under Siege              | [ 19 ] |
| 25 | Spitfire (Dani Luna und Jody Threat)                                 | 2         | 182  | 13. September 2024     | San Antonio, TX          | Victory Road             | Besiegten Masha Slamovich und Tasha Steelz, die für die verletzte Dani Luna einspringen musste. |
| 26 | Ash by Elegance und Heather by Elegance                              | 1         | 138  | 14. März 2025          | El Paso, TX              | Sacrifice                | [ 21 ] |

## Titelstatistiken

### Rekorde
| Rekord                                    | Rekordhalter                                | Einheit               |
| ----------------------------------------- | ------------------------------------------- | --------------------- |
| Meiste Titelregentschaften – Tag Team     | Decay (Havok und Rosemary)                  | 3 mal                 |
| Meiste Titelregentschaften – Einzelperson | Rosemary                                    | 4 mal                 |
| Längste Regentschaft                      | Eric Young und ODB                          | 478 Tage              |
| Kürzeste Regentschaft                     | MK Ultra (Masha Slamovich and Killer Kelly) | 14 Tage               |
| Älteste Titelträgerin                     | Tara                                        | 40 Jahre und 152 Tage |
| Jüngste Titelträgerin                     | Rosita                                      | 20 Jahre und 76 Tage  |
| Schwerste Titelträgerin                   | Awesome Kong                                | 109 Kilogramm         |
| Leichteste Titelträgerin                  | Rosita                                      | 46 Kilogramm          |

### Teams
| Rang | Team                                                                                       | Anzahl | Tage |
| ---- | ------------------------------------------------------------------------------------------ | ------ | ---- |
| 1    | Eric Young und ODB                                                                         | 1      | 478  |
| 2    | The Death Dollz/Decay (1, 3: Havok und Rosemary) (2: Jessicka, Rosemary und Taya Valkyrie) | 3      | 281  |
| 3    | Spitfire (Dani Luna and Jody Threat)                                                       | 2      | 238  |
| 4    | MK Ultra (Killer Kelly and Masha Slamovich)                                                | 2      | 196  |
| 5    | Fire N Flava (Kiera Hogan und Tasha Steelz)                                                | 2      | 162  |
| 6    | The Beautiful People (Lacey Von Erich, Madison Rayne und Velvet Sky)                       | 1      | 141  |
| 7    | The Coven (KiLynn King and Taylor Wilde)                                                   | 1      | 139  |
| 8    | The IInspiration (Jessie McKay und Cassie Lee)                                             | 1      | 133  |
| 8    | The Malisha (Alisha Edwards und Masha Slamovich)                                           | 1      | 133  |
| 10   | Hamada und Taylor Wilde                                                                    | 1      | 132  |
| 11   | Gail Kim und Madison Rayne                                                                 | 1      | 125  |
| 12   | Mexican American (Rosita und Sarita)                                                       | 1      | 121  |
| 13   | The Influence (Madison Rayne und Tenille Dashwood)                                         | 1      | 106  |
| 13   | Sarita und Taylor Wilde                                                                    | 1      | 106  |
| 13   | TnT (Brooke Tessmacher und Tara)                                                           | 1      | 106  |
| 16   | Angelina Love und Winter                                                                   | 1      | 94   |
| 17   | Ash by Elegance und Heather by Elegance                                                    | 1      | 138+ |
| 18   | Awesome Kong und Hamada                                                                    | 1      | 63   |
| 19   | VXT (Chelsea Green und Deonna Purrazzo)                                                    | 1      | 56   |
| 20   | Rosemary und Taya Valkyrie                                                                 | 1      | 54   |
| 14   | Jordynne Grace und Rachael Ellering                                                        | 1      | 20   |

### Einzelwrestler
| Rang | Wrestler            | Anzahl | Tage |
| ---- | ------------------- | ------ | ---- |
| 1    | Eric Young          | 1      | 478  |
| 1    | ODB                 | 1      | 478  |
| 3    | Taylor Wilde        | 3      | 377  |
| 4    | Madison Rayne       | 3      | 372  |
| 5    | Rosemary            | 4      | 335  |
| 6    | Masha Slamovich     | 3      | 329  |
| 7    | Havok/Jessicka      | 3      | 281  |
| 8    | Dani Luna           | 2      | 238  |
| 8    | Jody Threat         | 2      | 238  |
| 10   | Sarita              | 2      | 227  |
| 11   | Taya Valkyrie       | 2      | 196  |
| 11   | Killer Kelly        | 2      | 196  |
| 13   | Hamada              | 2      | 195  |
| 14   | Kiera Hogan         | 2      | 162  |
| 14   | Tasha Steelz        | 2      | 162  |
| 16   | Lacey Von Erich     | 1      | 141  |
| 16   | Velvet Sky          | 1      | 141  |
| 18   | KiLynn King         | 1      | 139  |
| 19   | Ashley Edwards      | 1      | 133  |
| 19   | Cassie Lee          | 1      | 133  |
| 19   | Jessie McKay        | 1      | 133  |
| 22   | Gail Kim            | 1      | 125  |
| 23   | Rosita              | 1      | 121  |
| 24   | Brooke Tessmacher   | 1      | 106  |
| 24   | Tara                | 1      | 106  |
| 24   | Tenille Dashwood    | 1      | 106  |
| 27   | Angelina Love       | 1      | 94   |
| 27   | Winter              | 1      | 94   |
| 30   | Ash by Elegance     | 1      | 138+ |
| 30   | Heather by Elegance | 1      | 138+ |
| 32   | Awesome Kong        | 1      | 63   |
| 33   | Chelsea Green       | 1      | 56   |
| 33   | Deonna Purrazzo     | 1      | 56   |
| 23   | Jordynne Grace      | 1      | 20   |
| 23   | Rachael Ellering    | 1      | 20   |